# Pierre-Basile Mignault
Pierre-Basile Mignault (né le 30 septembre 1854 à Worcester (Massachusetts), mort le 15 octobre 1945) est un avocat et un juge canadien.  Il fut juge de la Cour suprême du Canada de 1918 à 1929.

## Biographie
Pierre-Basile Mignault naît en 1854.  Il est le fils de Pierre-Basile Mignault et de Catherine O'Callaghan.
Il reçoit un baccalauréat en droit civil de l'Université McGill en 1878 et il est admis au Barreau du Québec la même année. Il pratique le droit à Montréal.
Il est l'auteur notamment des ouvrages Manuel de droit parlementaire, Droit paroissial et Le Droit civil canadien, en neuf volumes publiés de 1895 à 1916.  Il enseigne à temps partiel à l'université McGill.
Il devient juge de la Cour suprême du Canada le 25 octobre 1918. Il prend sa retraite le 30 septembre 1929.
Il meurt en 1945 à l'âge de 91 ans. Il est enterré au cimetière Notre-Dame-des-Neiges.

## Hommages
- Une salle d'audience de la Cour d'appel du Québec de l'Édifice Ernest-Cormier à Montréal porte son nom.
- Un concours de plaidoirie (en) à son nom, portant sur le droit civil québécois, est organisé annuellement depuis 1978[3].
- La rue Migneault a été nommée en son honneur, en 1951, dans la ville de Québec.